# Retapamulin
Il retapamulin (venduto sotto i nomi commerciali di Altabax e Altargo), sviluppato da GlaxoSmithKline è il primo farmaco della categoria degli antibiotici pleuromutilinici, ad essere approvato sull'uomo. Il farmaco è stato approvato dall'FDA nel 2007. Questo farmaco viene utilizzato per il trattamento delle infezioni batteriche della pelle come l'impetigine o date da Staphylococcus aureus.

## Meccanismo d'azione
Il retapamulin agisce sui batteri, inibendo la sintesi proteica. Esso si lega alla subunità 50S ribosomiale bloccando il meccanismo di traduzione degli RNA messaggeri. Il retapamulin si interpone in uno spazio della subunità 50S tra il sito A e il sito P, bloccando l'attività di peptidil-transpeptidasi, che catalizza la formazione del legame tra la catena proteica del sito P e l'aminoacido entrante nel sito A.

## Effetti collaterali
Gli effetti indesiderati più frequenti osservati con l’uso topico della retapamulina sono irritazione, prurito, dolore che hanno interessato sino al 6% dei pazienti. Nello studio di confronto con l’acido fusidico, i due farmaci si sono rivelati ugualmente ben tollerati. L’unguento contiene idrossitoluene butilato, un eccipiente che può causare irritazione degli occhi e delle membrane mucose.